# Acho Melhor Você Partir

Acho Melhor Você Partir é o álbum de estreia da banda de rock brasileiro Marcozero, lançado em Dezembro de 2007 (streaming) e 2009 (CD). O álbum foi gravado entre Setembro a Dezembro de 2007.

## Faixas
Todas as músicas compostas por Marco Prates, exceto as faixas 5 e 13, que são uma versão da composição de Tiago Correa e Günter Fetter.
| N.º            | Título                        | Letras                          | Música                                    | Duração |  |
| 1.             | "1º de Novembro"              | Marco Prates                    | Marco Prates                              | 3:34    |  |
| 2.             | "Nem Você, Nem Ninguém"       | Vicente Casanova                | Marco Prates                              | 4:45    |  |
| 3.             | "Flores do Mundo"             | Marco Prates                    | Marco Prates                              | 3:04    |  |
| 4.             | "Coisas Sem Valor"            | Tiago Correa                    | Marco Prates, Tiago Correa, Günter Fetter | 3:57    |  |
| 5.             | "A Verdade Está no Alto"      | Marco Prates                    | Marco Prates                              | 3:06    |  |
| 6.             | "Nada é Fácil"                | Marco Prates                    | Marco Prates                              | 4:30    |  |
| 7.             | "Abstrata"                    | Marco Prates, Andersonn Prestes | Marco Prates                              | 4:23    |  |
| 8.             | "Foi Você Quem Quis"          | Vicente Casanova                | Marco Prates                              | 4:13    |  |
| 9.             | "Mil Andares"                 | Vicente Casanova                | Marco Prates                              | 4:01    |  |
| 10.            | "Acho Melhor Você Partir"     | Marco Prates                    | Marco Prates                              | 3:55    |  |
| 11.            | "Nada Mais Faz Sentido"       | Marco Prates                    | Marco Prates                              | 2:48    |  |
| 12.            | "Inverno"                     | Marco Prates                    | Marco Prates                              | 4:17    |  |
| 13.            | "Coisas Sem Valor (Acústica)" | Tiago Correa                    | Marco Prates, Tiago Correa, Günter Fetter | 3:37    |  |
| Duração total: | Duração total:                | Duração total:                  | Duração total:                            | 50:00   |  |

## Formação
- Marco Prates - vocal, baixo, violão e baixolão
- Matheus Guedes - guitarra, violão e vocal de apoio
- Andersonn Prestes - bateria, cajon e vocal de apoio

## Ficha Técnica
- Gravação por Caio Dias
- Mixagem por Caio Dias
- Masterizado por Caio Dias e Paulo Torres
- Fotografia por Maciel Goelzer